# Představitelé Che-nanu
Představitelé Che-nanu stojí v čele správy provincie. V čele správy Che-nanu stojí guvernér (šeng-čang, 省长) řídící lidovou vládu Che-nanu (Che-nan-šeng žen-min čeng-fu, 河南省人民政府). Nejvyšší politické postavení v provincii má však tajemník chenanského provinčního výboru Komunistické strany Číny, vládnoucí politické strany provincie i celého státu. K dalším předním představitelům Che-nanu patří předseda provinčního lidového shromáždění (zastupitelského sboru) a předseda provinčního výboru Čínského lidového politického poradního shromáždění (ČLPPS).
V politickém systému Čínské lidové republiky, analogicky k centrální úrovni, má příslušný regionální výbor komunistické strany v čele s tajemníkem ve svých rukách celkové vedení, lidová vláda v čele guvernérem (u provincie) nebo starostou (u města) řídí administrativu regionu, lidové shromáždění plní funkce zastupitelského sboru a lidové politické poradní shromáždění má poradní a konzultativní funkci.

## Tajemníci chenanského provinčního výboru Komunistické strany Číny (od 1949)
Chenanské komunisty po roce 1949 vedl provinční výbor strany v čele s tajemníkem, od poloviny padesátých let prvním tajemníkem. Po zřízení provinčního revolučního výboru v lednu 1968 jeho předseda stanul i v čele komunistů provincie. Od března 1971 opět fungoval provinční výbor strany v čele s prvním tajemníkem. Od roku 1983 v čele chenanského provinčního výboru KS Číny stojí tajemník s několika zástupci tajemníka.
Ve sloupci „Další funkce“ jsou uvedeny nejvýznamnější úřady zastávané současně s výkonem funkce tajemníka chenanského výboru strany, zejména jiné vrcholné chenanské úřady, případně pozdější působení v politbyru a stálém výboru politbyra.
| Jméno (životní data)                | Od            | Do            | Další funkce a poznámky |
| ----------------------------------- | ------------- | ------------- | --- |
| Čang Si (张玺) (1912–1959)          | květen 1949   | listopad 1952 | |
| Pchan Fu-šeng (潘复生) (1908–1980)  | listopad 1952 | srpen 1958    | předtím tajemník pchingjüanského provinčního výboru KS Číny (1949–1950), předseda chenanského provinčního výboru ČLPPS (1955–1959), později první tajemník chejlungťiangského provinčního výboru KS Číny (1965–1971), předseda chejlungťiangského revolučního výboru (1967–1971)         |
| Wu Č’-pchu (吴芝圃) (1906–1967)     | srpen 1958    | červenec 1961 | předseda chenanské provinční lidové vlády (1949–1955), guvernér Che-nanu (1955–1962), předseda chenanského provinčního výboru ČLPPS (1959–1962) |
| Liou Ťien-sün (刘建勋) (1913–1983)  | červenec 1961 | září 1966     | poprvé, předtím první tajemník kuangsiského provinčního/oblastního výboru KS Číny (1957–1961), později předseda chenanského revolučního výboru (1968–1978), předseda chenanského provinčního výboru ČLPPS (1962–1966 a 1977–1978)                                                        |
| Wen Min-šeng (文敏生) (1915–1997)   | září 1966     | srpen 1967    | úřadující, guvernér Che-nanu (1962–1968) |
| Liou Ťien-sün (刘建勋) (1913–1983)  | březen 1971   | říjen 1978    | podruhé, předseda chenanského revolučního výboru (1968–1978), předseda chenanského provinčního výboru ČLPPS (1962–1966 a 1977–1978) |
| Tuan Ťün-i (段君毅) (1910–2004)     | říjen 1978    | leden 1981    | předtím ministr železnic (1976–1978), předseda chenanského revolučního výboru (1978–1979), později tajemník pekingského městského výboru KS Číny (1981–1984) |
| Liou Ťie (刘杰) (1915–2018)         | leden 1981    | duben 1985    | předtím ministr druhého ministerstva strojírenství (1960–1966), guvernér Che-nanu (1979–1981), předseda chenanského provinčního lidového shromáždění (1981–1983) |
| Jang Si-cung (杨析综) (1928–2007)   | květen 1985   | březen 1990   | předtím guvernér S’-čchuanu (1983–1985), později předseda chenanského provinčního lidového shromáždění (1989–1992), předseda s’čchuanského provinčního lidového shromáždění (1992–1999)                                                                                                  |
| Chou Cung-pin (侯宗宾) (1929–2017)  | březen 1990   | prosinec 1992 | předtím guvernér Šen-si (1987–1990), později zástupce tajemníka Ústřední komise pro kontrolu disciplíny KS Číny (1992–1997) |
| Li Čchang-čchun (李长春) (* 1944)   | prosinec 1992 | březen 1998   | předtím guvernér Liao-ningu (1987–1990), guvernér Che-nanu (1990–1992), předseda chenanského provinčního lidového shromáždění (1993–1998), později člen politbyra ÚV KS Číny (2002–2017), a stálého výboru politbyra (2002–2012)                                                         |
| Ma Čung-čchen (马忠臣) (1936–2021)  | březen 1998   | říjen 2000    | předtím guvernér Che-nanu (1992–1998) |
| Čchen Kchuej-jüan (陈奎元) (* 1941) | říjen 2000    | prosinec 2002 | předtím tajemník tibetského oblastního výboru KS Číny (1992–2000), později místopředseda celostátního výboru ČLPPS (2003–2013), předseda Čínské akademie sociálních věd (2003–2013) |
| Li Kche-čchiang (李克强) (* 1955)   | prosinec 2002 | prosinec 2004 | předtím první tajemník Komunistického svazu mládeže Číny (1993–1998), guvernér Che-nanu (1998–2003), předseda chenanského provinčního lidového shromáždění (2003–2005), později tajemník liaoningského provinčního výboru KS Číny (2004–2007), člen stálého výboru politbyra (2007–2022) |
| Sü Kuang-čchun (徐光春) (1944–2022) | prosinec 2004 | listopad 2009 | předseda chenanského provinčního lidového shromáždění (2005–2010) |
| Lu Čan-kung (卢展工) (* 1952)       | listopad 2009 | březen 2013   | předtím guvernér Fu-ťienu (2002–2004), tajemník fuťienského provinčního výboru KS Číny (2004–2009), předseda chenanského provinčního lidového shromáždění (2010–2013), později místopředseda celostátního výboru ČLPPS (2013– )                                                          |
| Kuo Keng-mao (郭庚茂) (* 1950)      | březen 2013   | březen 2016   | předtím guvernér Che-peje (2006–2008), guvernér Che-nanu (2008–2013), předseda chenanského provinčního lidového shromáždění (2013–2016) |
| Sie Fu-čan (谢伏瞻) (* 1954)        | březen 2016   | březen 2018   | předtím guvernér Che-nanu (2013–2016), předseda chenanského provinčního lidového shromáždění (2016–2019), později předseda Čínské akademie sociálních věd (2018–2022) |
| Wang Kuo-šeng (王国生) (* 1956)     | březen 2018   | květen 2021   | předtím guvernér Chu-peje (2010–2016), tajemník čchingchajského provinčního výboru KS Číny (2016–2018), předseda chenanského provinčního lidového shromáždění (2019–2021) |
| Lou Jang-šeng (楼阳生) (1908–1980)  | květen 2021   | prosinec 2024 | předtím guvernér Šan-si (2016–2019), tajemník šansijského provinčního výboru KS Číny (2019–2021), předseda chenanského provinčního lidového shromáždění (2021– ) |
| Lou Jang-šeng (楼阳生) (1908–1980)  | květen 2021   | prosinec 2024 | předtím guvernér Šan-si (2016–2019), tajemník šansijského provinčního výboru KS Číny (2019–2021), předseda chenanského provinčního lidového shromáždění (2021–2025) |
| Liou Ning (刘宁) (* 1962)           | prosinec 2024 | v úřadu       | předtím guvernér Čching-chaje (2018–2020), guvernér Liao-ningu (2020–2021), tajemník kuangsijského oblastního výboru KS Číny (2021–2024), předseda chenanského provinčního lidového shromáždění (2025– )                                                                                 |

## Guvernéři Che-nanu (od 1949)
Od září 1979 v čele civilní administrativy provincie Che-nan stojí guvernér řídící lidovou vládu provincie. Předtím od května 1949 do ledna 1955 provincii spravovala lidová vláda v čele s předsedou, poté lidový výbor v čele s guvernérem. Od ledna 1968 do září 1979 správu provincie vedl revoluční výbor Che-nanu v čele s předsedou.
| Jméno (životní data)                | Od            | Do            | Další funkce a poznámky |
| ----------------------------------- | ------------- | ------------- | --- |
| Wu Č’-pchu (吴芝圃) (1906–1967)     | květen 1949   | červenec 1962 | první tajemník chenanského provinčního výboru KS Číny (1958–1961), předseda chenanského provinčního výboru ČLPPS (1959–1962) |
| Wen Min-šeng (文敏生) (1915–1997)   | červenec 1962 | leden 1968    | úřadující tajemník chenanského provinčního výboru KS Číny (1966–1967) |
| Liou Ťien-sün (刘建勋) (1913–1983)  | leden 1968    | říjen 1978    | předtím první tajemník kuangsiského provinčního/oblastního výboru KS Číny (1957–1961), první tajemník chenanského provinčního výboru KS Číny (1961–1966 a 1971–1978), předseda chenanského provinčního výboru ČLPPS (1962–1966 a 1977–1978)                                                                                    |
| Tuan Ťün-i (段君毅) (1910–2004)     | říjen 1978    | září 1979     | předtím ministr železnic (1976–1978), první tajemník chenanského provinčního výboru KS Číny (1978–1981), později tajemník pekingského městského výboru KS Číny (1981–1984) |
| Liou Ťie (刘杰) (1915–2018)         | září 1979     | prosinec 1981 | předtím ministr druhého ministerstva strojírenství (1960–1966), později první tajemník/tajemník chenanského provinčního výboru KS Číny (1981–1985), předseda chenanského provinčního lidového shromáždění (1981–1983) |
| Taj Su-li (戴苏理) (1919–2000)      | prosinec 1981 | prosinec 1982 | |
| Jü Ming-tchao (于明涛) (1917–2017)  | prosinec 1982 | březen 1983   | guvernér Šen-si (1979–1983) |
| Che Ču-kchang (何竹康) (* 1932)     | březen 1983   | červenec 1987 | později guvernér Ťi-linu (1987–1989), tajemník ťilinského provinčního výboru KS Číny (1988–1995) |
| Čcheng Wej-kao (程维高) (1933–2010) | červenec 1987 | červenec 1990 | později guvernér Che-peje (1990–1993), tajemník chepejského provinčního výboru KS Číny (1993–1998) |
| Li Čchang-čchun (李长春) (* 1944)   | červenec 1990 | prosinec 1992 | předtím guvernér Liao-ningu (1987–1990), později tajemník chenanského provinčního výboru KS Číny (1992–1998), předseda chenanského provinčního lidového shromáždění (1993–1998), později člen politbyra ÚV KS Číny (1998–2012), a stálého výboru politbyra (2002–2012)                                                         |
| Ma Čung-čchen (马忠臣) (1936–2021)  | prosinec 1992 | červenec 1998 | později tajemník chenanského provinčního výboru KS Číny (1998–2000) |
| Li Kche-čchiang (李克强) (* 1955)   | červenec 1998 | leden 2003    | předtím první tajemník Komunistického svazu mládeže Číny (1993–1998), později tajemník chenanského provinčního výboru KS Číny (2002–2004), předseda chenanského provinčního lidového shromáždění (2003–2005), později tajemník liaoningského provinčního výboru KS Číny (2004–2007), člen stálého výboru politbyra (2007–2022) |
| Li Čcheng-jü (李成玉) (* 1946)      | leden 2003    | březen 2008   | |
| Kuo Keng-mao (郭庚茂) (* 1950)      | březen 2008   | březen 2013   | předtím guvernér Che-peje (2006–2008), později tajemník chenanského provinčního výboru KS Číny (2013–2016), předseda chenanského provinčního lidového shromáždění (2013–2016) |
| Sie Fu-čan (谢伏瞻) (* 1954)        | duben 2013    | duben 2016    | později tajemník chenanského provinčního výboru KS Číny (2016–2018), předseda chenanského provinčního lidového shromáždění (2016–2019) |
| Čchen Žun-er (陈润儿) (* 1957)      | duben 2016    | prosinec 2019 | později tajemník ningsiaského oblastního výboru KS Číny (2019–2022) |
| Jin Chung (尹弘) (* 1963)           | prosinec 2019 | duben 2021    | později tajemník kansuského provinčního výboru KS Číny (2021–2022), později tajemník ťiangsijského provinčního výboru KS Číny (2022– ) |
| Wang Kchaj (王凯) (* 1962)          | duben 2021    | úřadující     | |

## Předsedové chenanského provinčního lidového shromáždění (od 1979)
| Jméno (životní data)                | Od            | Do            | Další funkce a poznámky |
| ----------------------------------- | ------------- | ------------- | --- |
| Chu Li-ťiao (胡立教) (1914–2006)    | září 1979     | leden 1981    | |
| Liou Ťie (刘杰) (1908–1980)         | prosinec 1981 | duben 1983    | předtím ministr druhého ministerstva strojírenství (1960–1966), guvernér Che-nanu (1979–1981), první tajemník/tajemník chenanského provinčního výboru KS Číny (1981–1985) |
| Čao Wen-fu (赵文甫) (1908–1980)     | duben 1983    | květen 1985   | předtím předseda chenanského provinčního výboru ČLPPS (1978–1983) |
| Čang Šu-te (张树德) (1922–1988)     | květen 1985   | duben 1988    | zemřel ve funkci |
| Jang Si-cung (杨析综) (1928–2007)   | duben 1989    | prosinec 1992 | předtím guvernér S’-čchuanu (1983–1985), tajemník chenanského provinčního výboru KS Číny (1985–1990), později předseda s’čchuanského provinčního lidového shromáždění (1992–1999)                                                                                                  |
| Li Čchang-čchun (李长春) (* 1944)   | duben 1993    | leden 1998    | předtím guvernér Liao-ningu (1987–1990), guvernér Che-nanu (1990–1992), tajemník chenanského provinčního výboru KS Číny (1992–1998), později člen politbyra ÚV KS Číny (2002–2017), a stálého výboru politbyra (2002–2012)                                                         |
| Žen Kche-li (任克礼) (* 1936)       | leden 1998    | leden 2003    | |
| Li Kche-čchiang (李克强) (* 1955)   | leden 2003    | leden 2005    | předtím první tajemník Komunistického svazu mládeže Číny (1993–1998), guvernér Che-nanu (1998–2003), tajemník chenanského provinčního výboru KS Číny (2004–2004), později tajemník liaoningského provinčního výboru KS Číny (2004–2007), člen stálého výboru politbyra (2007–2022) |
| Sü Kuang-čchun (徐光春) (1944–2022) | leden 2005    | leden 2010    | tajemník chenanského provinčního výboru KS Číny (2004–2009) |
| Lu Čan-kung (卢展工) (* 1952)       | leden 2010    | březen 2013   | předtím guvernér Fu-ťienu (2002–2004), tajemník fuťienského provinčního výboru KS Číny (2004–2009), tajemník chenanského provinčního výboru KS Číny (2009–2013), později místopředseda celostátního výboru ČLPPS (2013– )                                                          |
| Kuo Keng-mao (郭庚茂) (* 1950)      | duben 2013    | duben 2016    | předtím guvernér Che-peje (2006–2008), guvernér Che-nanu (2008–2013), tajemník chenanského provinčního výboru KS Číny (2013–2016) |
| Sie Fu-čan (谢伏瞻) (* 1954)        | duben 2016    | leden 2019    | předtím guvernér Che-nanu (2013–2016), tajemník chenanského provinčního výboru KS Číny (2016–2018) |
| Wang Kuo-šeng (王国生) (* 1956)     | leden 2019    | červen 2021   | předtím guvernér Chu-peje (2010–2016), tajemník čchingchajského provinčního výboru KS Číny (2016–2018), tajemník chenanského provinčního výboru KS Číny (2018–2021) |
| Lou Jang-šeng (楼阳生) (* 1959)     | červen 2021   | leden 2025    | předtím guvernér Šan-si (2016–2019), tajemník šansijského provinčního výboru KS Číny (2019–2021), tajemník chenanského provinčního výboru KS Číny (2021– ) |
| Liou Ning (刘宁) (* 1962)           | leden 2025    | v úřadu       | předtím guvernér Čching-chaje (2018–2020), guvernér Liao-ningu (2020–2021), tajemník kuangsijského oblastního výboru KS Číny (2021–2024) |

tajemník chenanského provinčního výboru KS Číny (2024– )
V letech 1988–1989 a 1992–1993 provinční shromáždění přechodně vedl místopředseda Lin Siao (林晓, 1920–2018).

## Předsedové chenanského provinčního výboru Čínského lidového politického poradního shromáždění (ČLPPS, od 1955)
| Jméno (životní data)                 | Od            | Do            | Další funkce a poznámky |
| ------------------------------------ | ------------- | ------------- | --- |
| Pchan Fu-šeng (潘复生) (1908–1980)   | únor 1955     | únor 1959     | předtím tajemník pchingjüanského provinčního výboru KS Číny (1949–1950), tajemník/první tajemník chenanského provinčního výboru KS Číny (1952–1958), později první tajemník chejlungťiangského provinčního výboru KS Číny (1965–1971), předseda chejlungťiangského revolučního výboru (1967–1971) |
| Wu Č’-pchu (吴芝圃) (1906–1967)      | únor 1959     | 1962          | předseda chenanské provinční lidové vlády (1949–1955), guvernér Che-nanu (1955–1962), první tajemník chenanského provinčního výboru KS Číny (1958–1961) |
| Liou Ťien-sün (刘建勋) (1913–1983)   | 1962          | 1966          | předtím první tajemník kuangsiského provinčního/oblastního výboru KS Číny (1957–1961), první tajemník chenanského provinčního výboru KS Číny (1961–1966 a 1971–1978), později předseda chenanského revolučního výboru (1968–1978)                                                                 |
| Liou Ťien-sün (刘建勋) (1913–1983)   | prosinec 1977 | 1978          | první tajemník chenanského provinčního výboru KS Číny (1961–1966 a 1971–1978), předseda chenanského revolučního výboru (1968–1978) |
| Čao Wen-fu (赵文甫) (1913–1990)      | 1978          | duben 1983    | později předseda chenanského provinčního lidového shromáždění (1983–1985) |
| Wang Chua-jün (王化云) (1908–1992)   | duben 1983    | červen 1985   | |
| Sung Jü-si (宋玉玺) (1918–2000)      | červen 1985   | leden 1988    | |
| Jen Ťi-min (阎济民) (1921–2010)      | leden 1988    | duben 1993    | |
| Lin Jing-chaj (林英海) (1932–2014)   | duben 1993    | prosinec 2003 | |
| Fan Čchin-čchen (范钦臣) (* 1941)    | prosinec 2003 | leden 2006    | |
| Wang Čchüan-šu (王全书) (* 1945)     | leden 2006    | leden 2011    | |
| Jie Tung-sung (叶冬松) (* 1951)      | leden 2011    | leden 2018    | později předseda chepejského provinčního výboru ČLPPS (2018–2023) |
| Liou Wej (刘伟) (* 1958)             | leden 2018    | leden 2023    | předtím předseda šantungského provinčního výboru ČLPPS (2009–2018) |
| Kchung Čchang-šeng (孔昌生) (* 1963) | leden 2023    | úřadující     | |